# Álvaro José Domínguez
Álvaro José Domínguez Cabezas (El Cerrito, 10 giugno 1981) è un ex calciatore colombiano, di ruolo centrocampista.

## Palmarès

### Club

#### Competizioni nazionali
- Coppa Svizzera: 2

Sion: 2008-09, 2010-11